# Oberleitungsbus Mailand
Der Oberleitungsbus Mailand besteht seit dem 28. Oktober 1933 und wird von der örtlichen Verkehrsgesellschaft Azienda Trasporti Milanesi (ATM) betrieben. Das Netz wurde insbesondere in den 1960er-Jahren stark ausgebaut, es erreichte damals eine maximale Länge von 88 Kilometern und führte bis in die Nachbargemeinde Bresso, sie wurde durch die Linie 83 bedient. Zwischen 1975 und 1985 wurden dann viele Linien auf Omnibus-Betrieb umgestellt. Im Dezember 2010 wurde auch der Abschnitt Piazzale Loreto–Bahnhof Lambrate der Linie 93 auf Dieselbus-Betrieb umgestellt. Heute verkehren noch vier Linien, die Netzlänge beträgt 40,4 Kilometer. Als Besonderheit bilden die Linien 90 und 91 zusammen eine Ringlinie:
- 90: Rundverkehr im Uhrzeigersinn
- 91: Rundverkehr entgegen dem Uhrzeigersinn
- 92: viale Isonzo–Bovisa FN
- 93: viale Omero–Lambrate FS

## Fahrzeuge
Der heutige Wagenpark umfasst 101 Fahrzeuge, davon 90 Gelenkwagen. Sie sind in den beiden Depots Molise und Novara untergebracht. Gefahren wird mit einer Spannung von 550 bis 600 Volt Gleichstrom.
|  | Nummern                                                | Anzahl | Hersteller/Modell         | Elektrik      | Art    | Baujahre  |
|  | ------------------------------------------------------ | ------ | ------------------------- | ------------- | ------ | --------- |
|  | 932–934, 945, 949, 955, 961, 968                       | 8      | Iveco/Fiat/Ansaldo/Socimi | CGE           | Solo   | 1983–1985 |
|  | 101, 103, 107–113, 115–118, 120–125, 129–131           | 22     | Iveco/Socimi              | AEG-Cuzac     | Gelenk | 1991–1992 |
|  | 201–203, 205–207, 209, 216–217, 219, 223, 229–230, 232 | 14     | BredaBus/Menarini         | AEG-Cuzac     | Gelenk | 1992–1993 |
|  | 302, 307                                               | 2      | MAN/Autodromo             | Adtranz/Kiepe | Gelenk | 1997      |
|  | 401, 402, 405–407, 409                                 | 6      | Irisbus Cristalis         | Alstom        | Gelenk | 2005      |
|  | 700–744                                                | 45     | Van Hool NewAG300T        | Kiepe         | Gelenk | 2009–2012 |